# Marquillies
Marquillies ist eine französische Gemeinde mit 1.971 Einwohnern (Stand: 1. Januar 2022) im Département Nord in der Region Hauts-de-France. Sie gehört zum Arrondissement Lille und zum Kanton Annœullin. Die Einwohner werden Marquillois genannt.

## Geographie
Marquillies liegt etwa 16 Kilometer südwestlich von Lille an der Grenze zum Département Pas-de-Calais. Umgeben wird Marquillies von den Nachbargemeinden Wicres im Norden, Sainghin-en-Weppes im Nordosten und Osten, Billy-Berclau und Hantay im Süden, Salomé im Südwesten sowie Illies im Westen und Nordwesten.

## Bevölkerungsentwicklung
| Jahr                       | 1962 | 1968 | 1975 | 1982 | 1990 | 1999 | 2006 | 2017 |
| Einwohner                  | 1249 | 1302 | 1297 | 1392 | 1445 | 1602 | 1752 | 1997 |
| Quellen: Cassini und INSEE |      |      |      |      |      |      |      |      |

## Sehenswürdigkeiten
- Kirche Sainte-Geneviève, 1918 wieder errichtet
- Schloss Coget
- Hospiz einer Schwesternkongregation
- Domäne Bien Allier

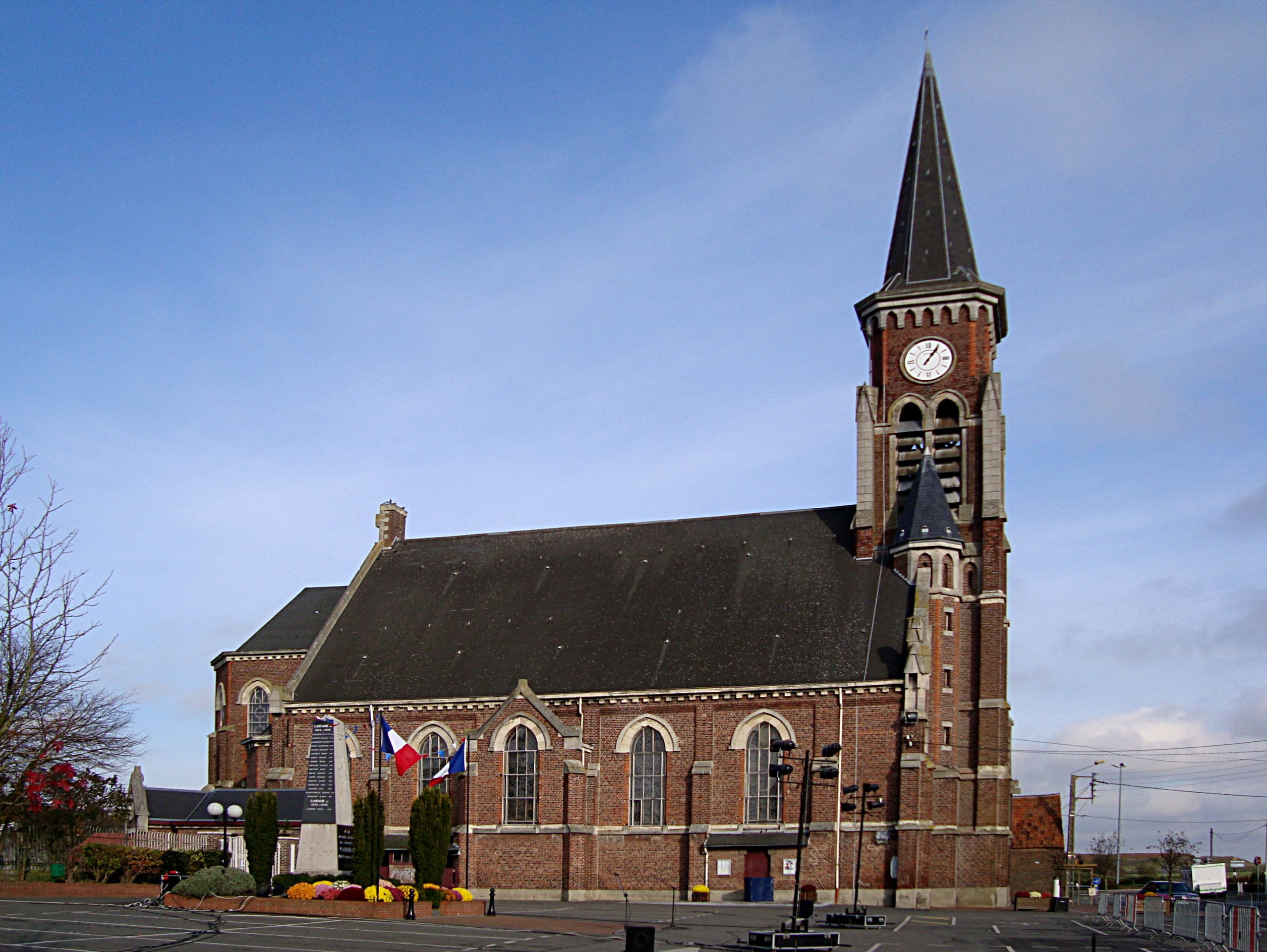
Kirche Sainte-Geneviève
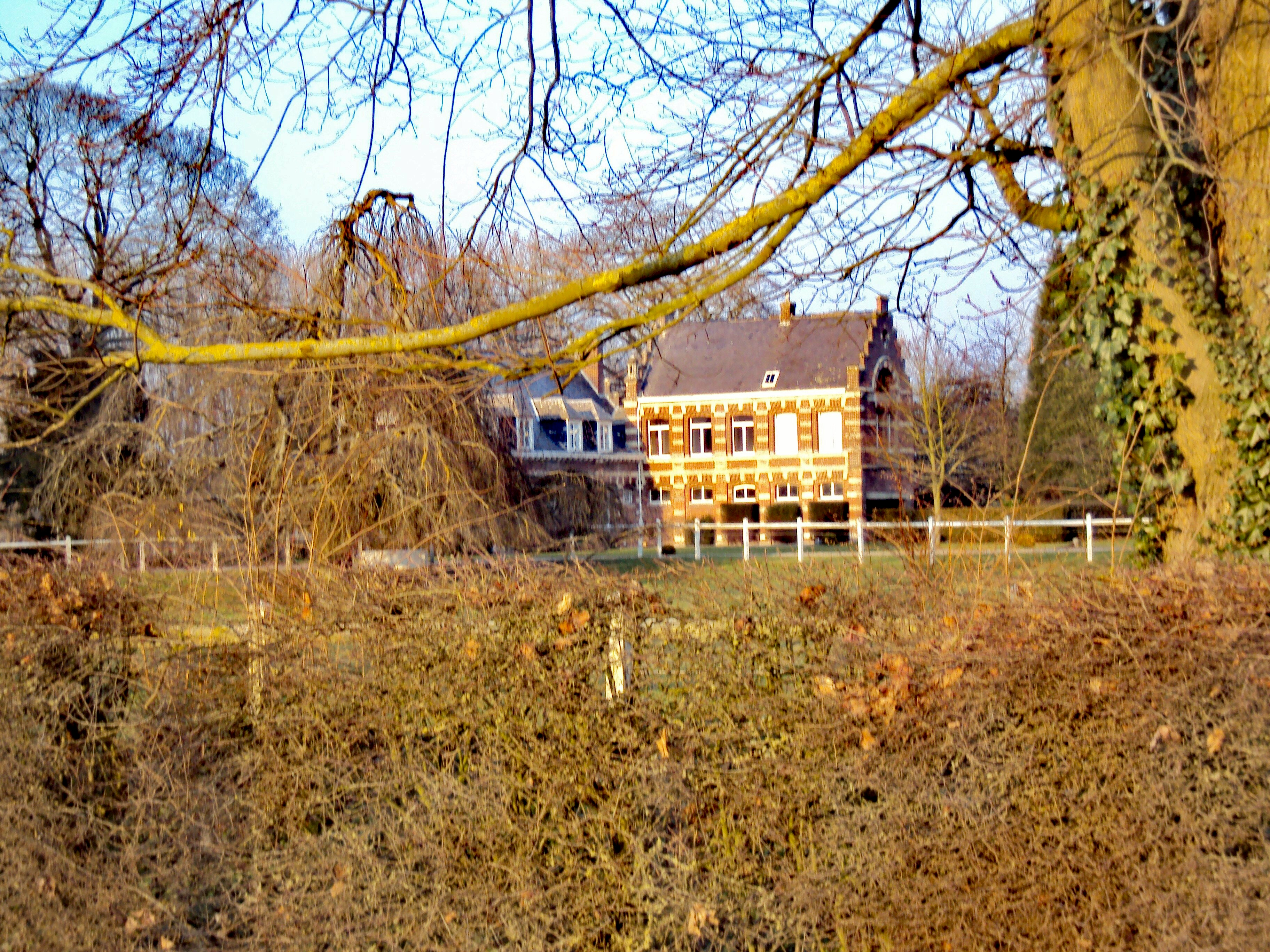
Schloss Coget
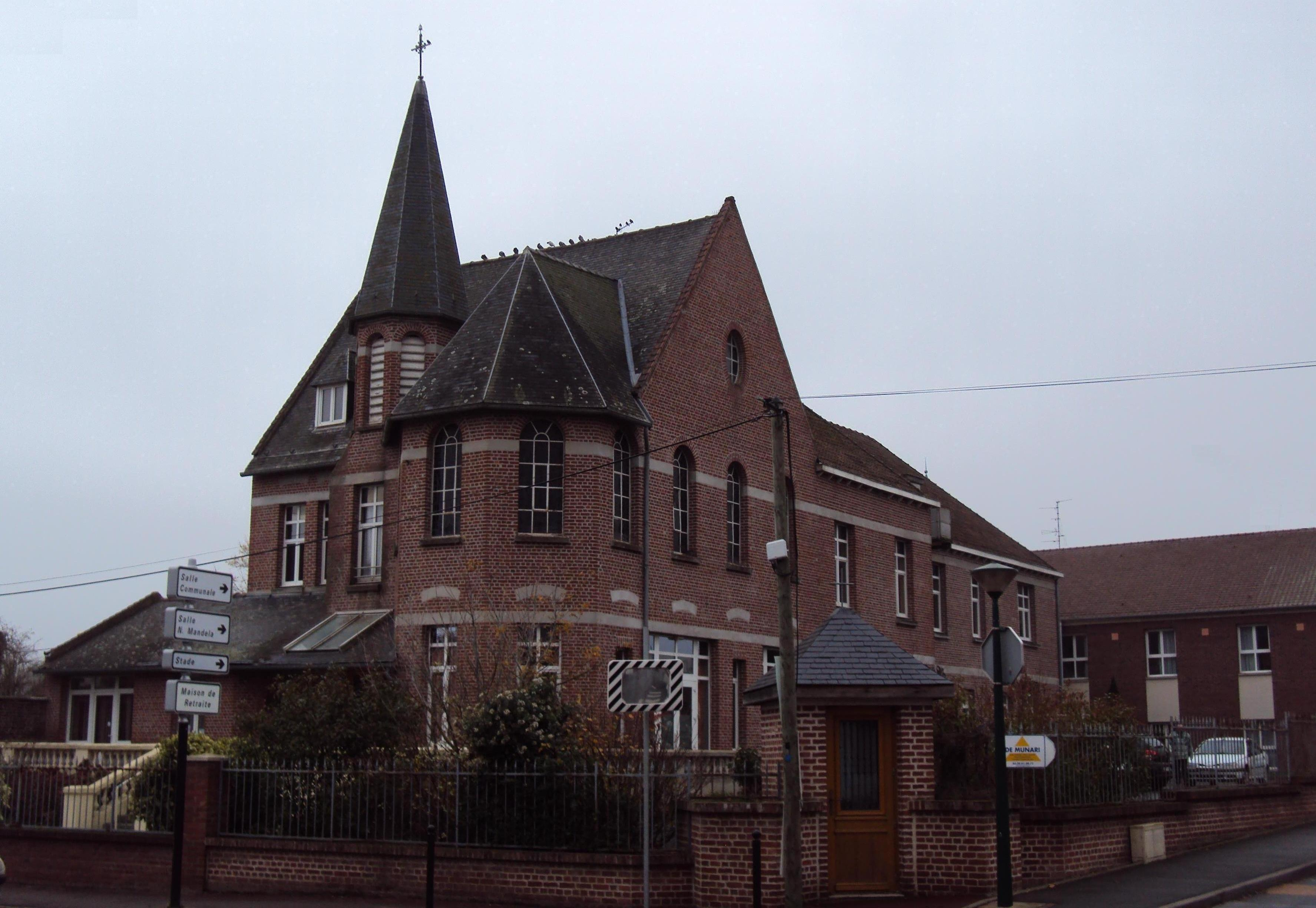
Hospiz
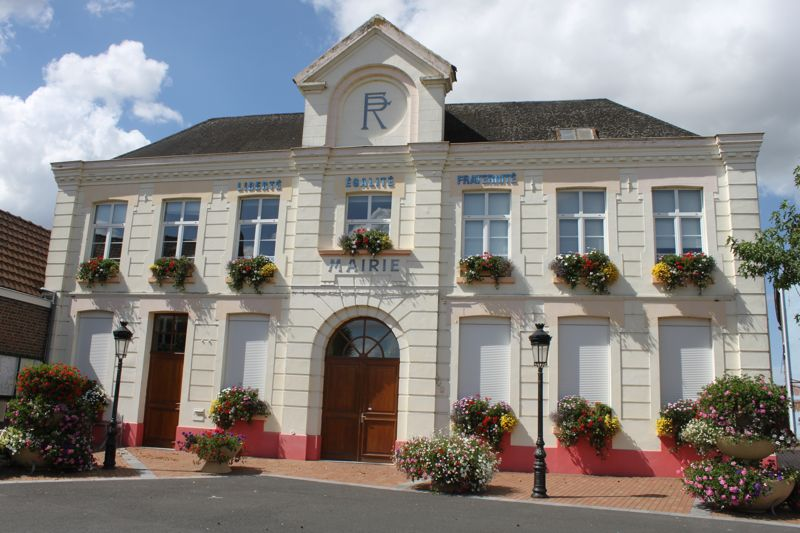
Rathaus (mairie)

## Persönlichkeiten
- Alain Bocquet (* 1946), Politiker